# بخش هزاره

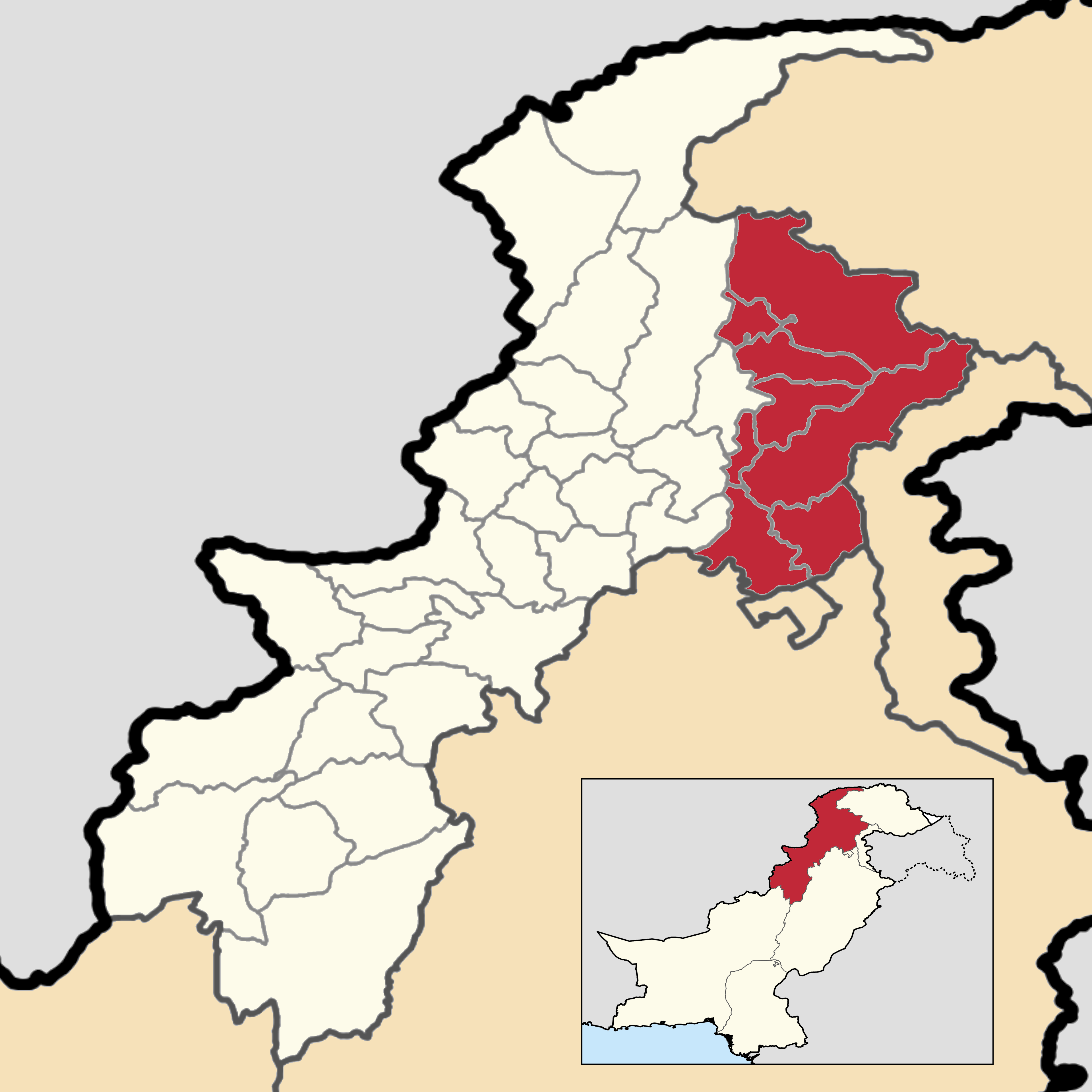
نقشه بخش هزاره

بخش هزاره (اردو: ہزارہ) یکی از بخش‌های پاکستان در ایالت خیبر پختونخوا بود که در اصلاحات انجام‌گرفته در سال ۲۰۰۰، ساختار بخش در پاکستان حذف گردید. اما در سال ۲۰۰۸ مجدداً بازگردانده شد. ناحیه‌های آن عبارتند از ناحیه ابوت‌آباد، ناحیه بتگرام، ناحیه هری‌پور، ناحیه مانسهره، ناحیه کوهستان بالا، ناحیه کوهستان زیرین، و ناحیه تور غر.

## نام
شواهدی از مسافر چینی قرن هفتم شوان‌زانگ همراه شواهد بسیار قبلی از کتاب مهاباراتا، گواهی می‌دهد که منطقه امروزی پونچ و هزاره کشمیر، بخشهایی از ایالت باستانی کمبوجه بودند و مردم آن از یک حکومت جمهوری فرمان می‌بردند.

## پیشینه

### اسکندر مقدونی و آشوکای کبیر
اسکندر مقدونی، پس از تسخیر بخش‌هایی از پنجاب شمالی، فرمانروایی خود را بر قسمت وسیعی از منطقه هزاره برقرار کرد و در سال ۳۲۷ پیش از میلاد، کنترل منطقه را به ابیساراس (Αβισαρης) که راجه پونچ بود، واگذار کرد.
منطقه هزاره در دوران حکومت امپراتوری مائوریا بخشی از تمدن تاکسیلا بود. آشوکای کبیر هنگامی که شاهزاده بود، در این منطقه فرمان می‌راند. پس از اینکه بندوسارا پدر آشوکا در سال ۲۷۲ قبل از میلاد درگذشت، آشوکا وارث تاج و تخت شد و بر این منطقه و همچنین گندهارا فرمانروایی کرد و امروزه، فرمان‌های او بر روی سه تخته سنگ بزرگ در نزدیکی تپه بارری به عنوان مدرک حاکمیت او در آنجا حک شده‌است. سنگ‌نبشته‌های مانسرها حاوی چهارده فرمان آشوکا است که قوانین صالح امپراتور را ارائه می‌دهند و اولین شواهد غیرقابل انکار نویسندگی در جنوب آسیا است. این نبشته‌ها در اواسط قرن سوم قبل از میلاد از راست به چپ با خط خروشتی نوشته شده‌اند.

### مسلم‌لیگ هزاره
از اوایل دهه ۱۹۳۰ به بعد، مردم هزاره به تدریج در جنبش آزادی برای یک پاکستان مستقل تحت رهبری فعال رهبران مشهور مسلم‌لیگ هند مانند عبدالمجید خان‌ترین از تالوکار (۱۸۷۷–۱۹۳۹) شرکت کردند. حتی قبل از مسلم‌لیگ هند، حرکت مردم هزاره برای پاکستان مستقل در سال ۱۹۳۷ آغاز شده‌بود، پس از جلسه تاریخی لکنو در اکتبر همان سال، مسلم‌لیگ هزاره به صورت رسمی در خانه نورالدین قریشی در ابوت‌آباد در سال ۱۹۳۶ تشکیل‌شد. در این جلسه، رهبران مسلم‌لیگ هند، نواب بهادریار جنگ، مولانا شوکت‌علی، حمید بدایونی و دیگران از هند شرکت داشتند. مردم محلی به تعداد زیادی به جنبش پیوستند و در انتخابات ۱۹۳۹ برای مسلم‌لیگ هزاره، خان جلال‌الدین خان رئیس انتخاب شد. در مرحله پایانی جنبش برای ایجاد پاکستان، سردار زین‌محمد خان، و خان جلال‌الدین خان جلال بابا رقبای کنگره خود را در انتخابات ۱۹۴۶ از مناطق روستایی و شهری مربوطه شکست دادند و کنگره همه هند را از نظر سیاسی هدایت کردند. در کنوانسیون دهلی نمایندگان پارلمان مسلم‌لیگ به ریاست محمدعلی جناح که سرانجام به تقسیم هند و ایجاد پاکستان رای داد، سروان سردار زین محمد خان نماینده هزاره بود. این رهبران مسلم‌لیگ همچنین توانستند مردم این منطقه را به نفع همه‌پرسی برای ایجاد پاکستان بسیج کنند.
مدتی قبل از استقلال پاکستان در سال ۱۹۴۷، نواب محمد فرید خان تنولی از ایالت امب همچنین روابط خوبی با جناح و نواب زاده لیاقت علی خان به عنوان یک حرکت سیاسی ایجاد کرد. نامه‌نگاری‌ها و نامه‌های وی به جناح در سوابق بایگانی پاکستان موجود است.

## جغرافیا

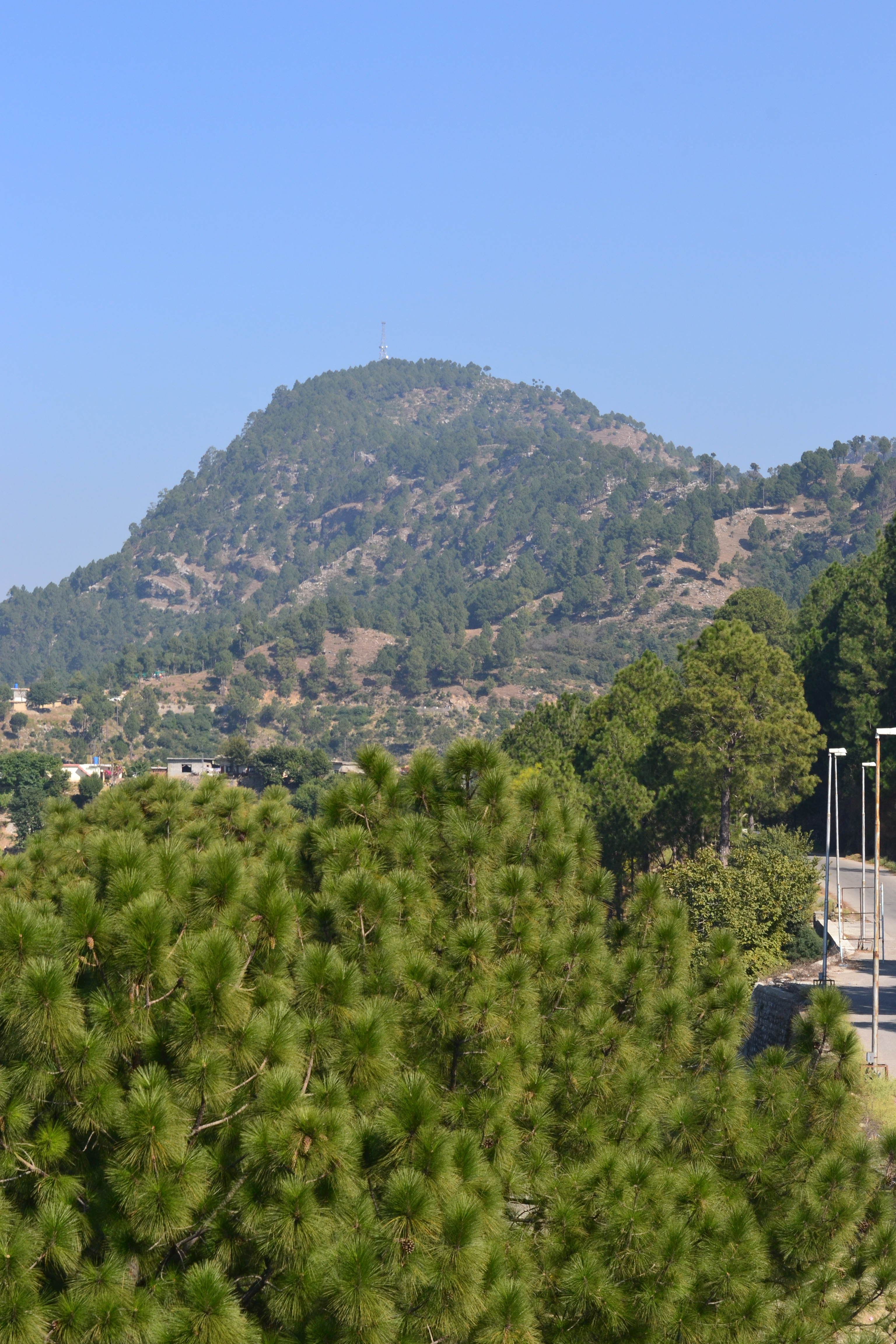
تیلا چارونی، بخش هزاره

بخش هزاره ۱۸٬۰۱۳ کیلومتر مربع پهناوری دارد و از شمال و شرق به مناطق شمالی و کشمیر آزاد محدود می‌شود، در جنوب ناحیه پایتختی اسلام‌آباد و ایالت پنجاب قرار دارد، در حالی که در غرب خیبر پختونخوا واقع شده‌است. رودخانه سند از تقسیم سرحد در خط شمال به جنوب می‌گذرد و بیشتر مرز غربی تقسیم را تشکیل می‌دهد.
از آنجا که این منطقه بلافاصله در جنوب دامنه اصلی هیمالیا قرار دارد و در معرض بادهای مرطوب از دریای عرب قرار دارد، مرطوب‌ترین قسمت پاکستان به‌شمار می‌رود. در ابوت آباد، بارندگی سالانه به‌طور متوسط در حدود ۱۲۰۰ میلی‌متر (۴۷ اینچ) است اما تا ۱۸۰۰ میلی‌متر (۷۱ اینچ) نیز ثبت شده‌است در حالیکه در بخش‌هایی از منطقه مانسرها مانند بالاکوت میانگین بارندگی سالانه به ۱۷۵۰ میلی‌متر (۶۹ اینچ) می‌رسد. بخش هزاره به دلیل قرار گرفتن در مرز بین رژیم بارندگی‌های موسمی تابستان شرق آسیا و اقلیم مدیترانه‌ای غالب زمستانی غرب آسیا، دارای یک رژیم بارندگی غیر معمول دوقطبی است، به طوری که یک قله در فوریه یا مارس با نوارهای جلویی جنوب غربی و دیگری ارتباط دارد. اوج بارش باران‌های موسمی در ماه‌های ژوئیه و اوت است و خشک‌ترین ماه‌ها از اکتبر تا دسامبر است.
با توجه به ارتفاع زیاد، درجه حرارت در هزاره سردتر از دشت است، اگرچه ابوت آباد در ارتفاع ۱۲۰۰ متری هنوز حداکثر دمای ۳۲ درجه سانتی‌گراد و رطوبت زیاد در ماه‌های ژوئن و ژوئیه را دارد. بالاتر از آن، درجه حرارت سردتر است، اغلب سردتر از دره‌های مناطق شمالی به دلیل ابری بودن. در زمستان، درجه حرارت سرد است، با حداقل در ژانویه در حدود ۰ درجه سانتی گراد و در کوه‌های مرتفع بسیار کمتر است.
هزاره نزدیک چهارراهی است که توسط رودخانه سند و جاده گرند ترانک ایجاد شده‌است. شاهراه قره‌قروم از شهر هاولیان شروع می‌شود و از طریق تقسیم به سمت شمال از طریق مناطق شمالی به شمال می‌رود.